# Rue Vergote
Pour les articles homonymes, voir Vergote.
La rue Vergote (en néerlandais : Vergotestraat) est une rue bruxelloise à cheval sur la commune de Schaerbeek et sur celle de Woluwe-Saint-Lambert qui va de la rue de Linthout au square Vergote.

## Histoire et description
La rue porte le nom d'un ancien gouverneur du Brabant, Auguste Vergote, né à Roulers le 9 septembre 1818 et décédé à Bruxelles le 25 février 1906.
La numérotation des habitations va de 3 à 37 pour le côté impair et de 2 à 44A pour le côté pair.

## Adresses notables
- no 44 : Euro Danse